# Campionati europei di short track - gara femminile 500 metri
La gara femminile dei 500 metri è una delle prove disputate durante i campionati europei di short track dal 1997 ad oggi.

## Albo d'oro
| Anno | Oro                 | Argento              | Bronzo               |
| ---- | ------------------- | -------------------- | -------------------- |
| 1997 | Marinella Canclini  | Evgenija Radanova    | Elena Tichanina      |
| 1998 | Barbara Baldissera  | Anke Jannie Landman  | Marinella Canclini   |
| 1999 | Marinella Canclini  | Evgenija Radanova    | Katia Colturi        |
| 2000 | Katia Zini          | Evgenija Radanova    | Debbie Palmer        |
| 2001 | Evgenija Radanova   | Mara Zini            | Stéphanie Bouvier    |
| 2002 | Evgenija Radanova   | Mara Zini            | Marta Capurso        |
| 2003 | Evgenija Radanova   | Tat'jana Borodulina  | Stéphanie Bouvier    |
| 2004 | Evgenija Radanova   | Katia Zini           | Kateřina Novotná     |
| 2005 | Tat'jana Borodulina | Marta Capurso        | Evgenija Radanova    |
| 2006 | Evgenija Radanova   | Arianna Fontana      | Tat'jana Borodulina  |
| 2007 | Evgenija Radanova   | Sarah Lindsay        | Ekaterina Belova     |
| 2008 | Annita van Doorn    | Erika Huszár         | Evgenija Radanova    |
| 2009 | Arianna Fontana     | Evgenija Radanova    | Erika Huszár         |
| 2010 | Arianna Fontana     | Kateřina Novotná     | Erika Huszár         |
| 2011 | Martina Valcepina   | Patrycja Maliszewska | Bernadett Heidum     |
| 2012 | Arianna Fontana     | Martina Valcepina    | Andrea Keszler       |
| 2013 | Arianna Fontana     | Jorien ter Mors      | Patrycja Maliszewska |
| 2014 | Arianna Fontana     | Tat'jana Borodulina  | Jorien ter Mors      |
| 2015 | Elise Christie      | Sof'ja Prosvirnova   | Patrycja Maliszewska |
| 2016 | Elise Christie      | Lara van Ruijven     | Véronique Pierron    |
| 2017 | Rianne de Vries     | Martina Valcepina    | Charlotte Gilmartin  |
| 2018 | Martina Valcepina   | Arianna Fontana      | Sof'ja Prosvirnova   |
| 2019 | Natalia Maliszewska | Martina Valcepina    | Lara van Ruijven     |
| 2020 | Suzanne Schulting   | Martina Valcepina    | Natalia Maliszewska  |
| 2021 | Suzanne Schulting   | Natalia Maliszewska  | Xandra Velzeboer     |
| 2022 | Edizione cancellata | Edizione cancellata  | Edizione cancellata  |
| 2023 | Suzanne Schulting   | Natalia Maliszewska  | Arianna Valcepina    |
| 2024 | Xandra Velzeboer    | Selma Poutsma        | Hanne Desmet         |
| 2025 | Petra Jászapáti     | Arianna Sighel       | Chiara Betti         |

## Medagliere complessivo
Aggiornato al 2025
| Pos.   | Paese       | Oro | Argento | Bronzo | Totale |
| ------ | ----------- | --- | ------- | ------ | ------ |
| 1      | Italia      | 11  | 101     | 5      | 27     |
| 2      | Paesi Bassi | 6   | 4       | 3      | 13     |
| 3      | Bulgaria    | 6   | 4       | 2      | 12     |
| 4      | Regno Unito | 2   | 1       | 2      | 5      |
| 5      | Russia      | 1   | 3       | 4      | 8      |
| 6      | Polonia     | 1   | 3       | 3      | 7      |
| 7      | Ungheria    | 1   | 1       | 4      | 6      |
| 8      | Rep. Ceca   | 0   | 1       | 1      | 2      |
| 9      | Francia     | 0   | 0       | 3      | 3      |
| 10     | Belgio      | 0   | 0       | 2      | 2      |
| Totale | Totale      | 28  | 28      | 28     | 84     |